# Rino Di Cera
Rino Di Cera, né le 16 décembre 1927, à Muzzana del Turgnano, en Italie, est un ancien joueur italien de basket-ball.